# JavaOS
JavaOS（也稱：Java作業系統、爪哇作業系統）是一套作業系統，是以Java Virtual Machine（簡稱：JVM，也稱：爪哇虛擬機器）與一些基礎軟體組件所構成，由昇陽電腦所開發。Java作業系統如同UNIX作業系統或類UNIX作業系統一樣，UNIX作業系統、類UNIX作業系統的主要本體皆是用C語言所開發撰寫成，而Java作業系統的主要本體則是用Java程式語言所撰寫成。

## 微核心
JavaOS的系統是：以硬體架構的原生（native）微核心（microkernel）為基礎的：
JavaOS核心可以執行的平台包括：
- ARM
- PowerPC
- RISC
- SPARC
- StrongARM
- x86

## 虛擬機器
以微核心為基礎，JAVA虛擬機器（Java virtual Machine，JVM）在微核心之上執行。

## 驅動程式
所有裝置驅動程式皆是以Java程式撰寫成，並在JVM之上執行。

## 視窗系統
JavaOS中的圖形、視窗系統部分是用AWT（Abstract Windowing Toolkit）的API方式來實現，也是完全用Java語言所撰寫成。

## 應用
JavaOS是針對嵌入式系統的應用所設計，例如視訊機頂盒（Set-Top Box，STB）、網路基礎建設、自動提款機（Automatic Teller Machine，ATM）等，也用於網路電腦（Network Computer）：JavaStation中

## 外部連結
- [ 進可契機、退可籌碼的「Java作業系統」手機]－2006年6月19日（中文）

- Inside the 深入IBM的JavaOS專案（英文）

- Sun對JavaOS架構的解說（英文）（页面存档备份，存于）

- JNode （页面存档备份，存于） - 一個仍在持續進行發展的程式開發專案，目標是盡可能完全只用Java程式語言來開發撰寫出一套作業系統，以便盡可能以原生方式執行Java程式（英文）

- SavaJe科技公司（页面存档备份，存于） - 專注於開發極近似JavaOS的嵌入式作業系統（英文）